# Palacio del Príncipe Carlos

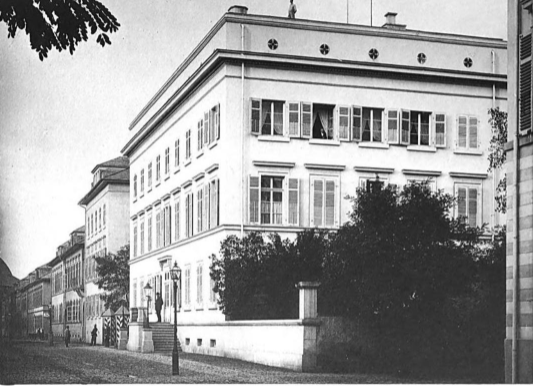
El palacio hacia 1886 en una fotografía de Joseph Albert que ilustra la biografía de Isabel de Prusia escrita por Ferdinand Bender

El Palacio del Príncipe Carlos (en alemán, Prinz-Carl Palais) es un edificio en Darmstadt que fue inicialmente construido para ser residencia real en la ciudad de Darmstadt que fue construida como residencia del príncipe Carlos de Hesse.

## Historia
En 1834 comenzó la construcción del palacio con destino a servir de residencia del príncipe Carlos de Hesse, hijo segundo de Luis II, gran duque de Hesse. El arquitecto del edificio fue Georg Moller. El palacio se situaba en el entonces municipio independiente de Bessungen, inmediato al sur de la ciudad de Darmstadt, capital de gran ducado de Hesse. En concreto se situaba en el tramo más al sur de la Wilhelmstrasse de la capital.
Carlos de Hesse contrajo matrimonio con la princesa Isabel de Prusia el 22 de octubre de 1836, en el Palacio Real de Berlín. Desde entonces el palacio pasó a ser parte la principal residencia del matrimonio que tendría cuatro hijos: Luis, Emilio, Ana y Guillermo. Desde 1836 el palacio albergó la importante pintura de Holbein que desde entonces sería conocida como Madonna de Darmstadt (también conocida como la Virgen del burgomaestre Meyer) 
En 1900 el palacio cambió de función y pasó a ser sede de la delegación de Hesse de la compañía de seguros Deutsche Rentenversicherung. En la actualidad se conserva aunque profundamente transformado.

## Descripción
El palacio se sitúa en la Wilhelmstrasse de Darmstadt.

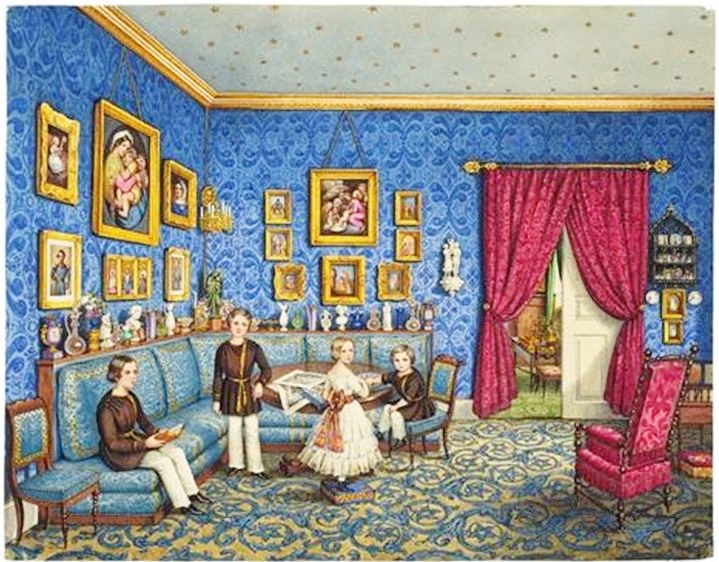
Los hijos de los príncipes Carlos e Isabel en la Blauerzimmer del palacio en una pintura de Mary Ellen Best

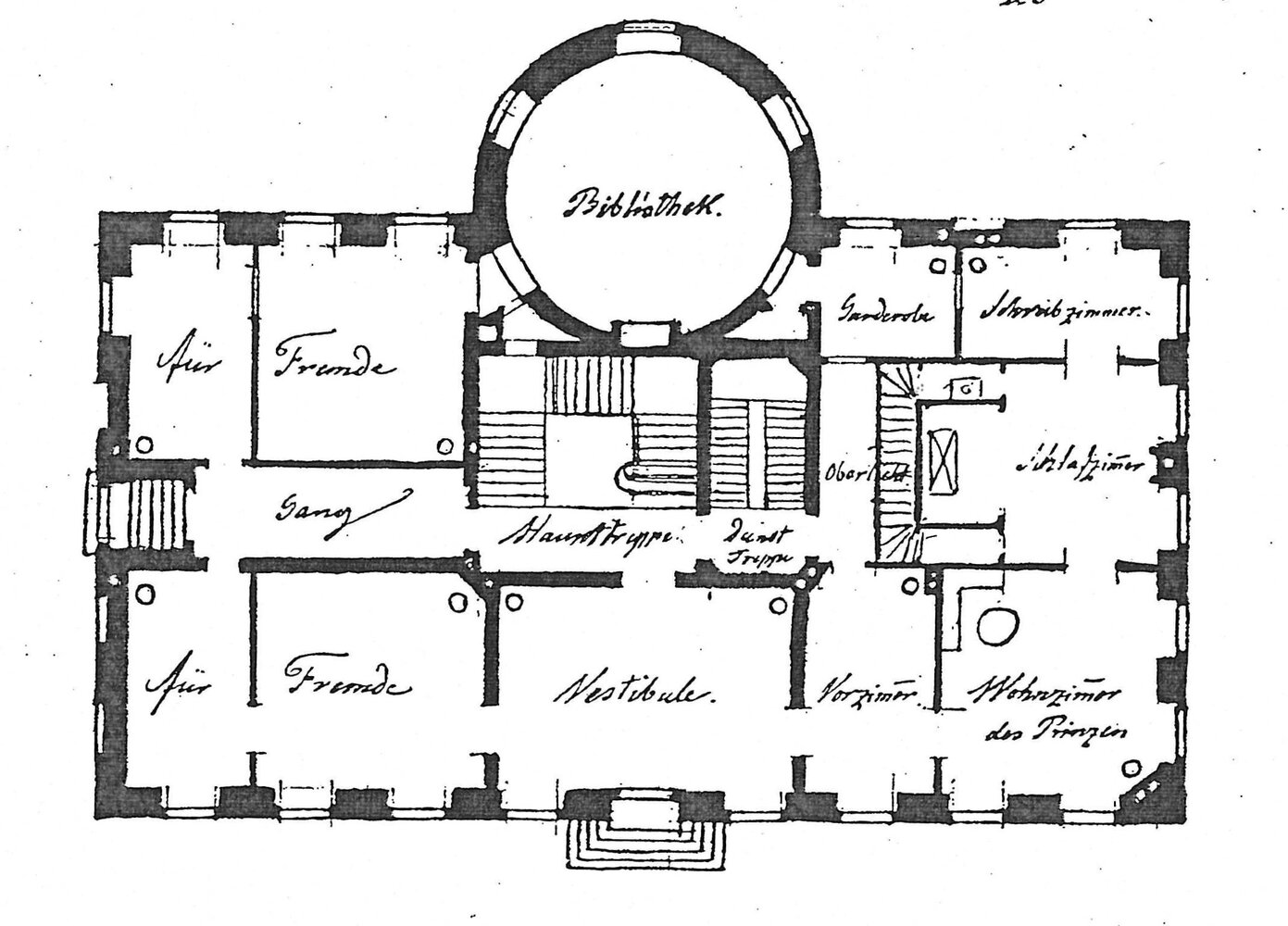
Planta baja del palacio hacia 1836

El edificio era de planta rectangular y se realizó en estilo neoclásico. Contaba con tres pisos elevados sobre un zócalo que albergaba con una planta semisótano. En el piso inferior se situó en algún momento el apartamento del príncipe Carlos. El palacio contenía una habitación conocida como Blauerzimmer o cuarto azul.